# Parada de Ciudad de la Justicia (Jaén)
Ciudad de la Justicia es una parada de la Línea 1 del Tranvía de Jaén situada en la zona norte de la ciudad, junto a los terrenos de la futura Ciudad de la Justicia, la futura sede de la Policía Local de Jaén, el IES El Valle y el Vivero de Empresas de la Cámara de Comercio de Jaén.

## Accesos
Ciudad de la Justicia: Carretera de Madrid, s/n.

## Líneas y correspondencias
| << cabecera          | < parada           | Línea | parada >              | cabecera >>   |
| -------------------- | ------------------ | ----- | --------------------- | ------------- |
| Paseo de la Estación | Donantes de Sangre |       | Campus Las Lagunillas | Vaciacostales |